# Воїнов Олександр
Не плутати з іншими отаманами, що носили псево Ґонта
Олекса́ндр Во́їнов (псевдо Ґонта), (р.н. невід. — пом. 1922). — старшина Армії УНР, повстанський отаман Холодного Яру.

## Біографічні відомості
Олександр Воїнов-Ґонта — колишній студент, старшина Армії УНР, старшина загонів отамана Іллі Іванова та Єлисея Лютого (Черевика), повстанський отаман Холодного Яру.
Родич Головного Отамана Холодного Яру Герасима Нестеренка-Орла, Можливо, родом зі Шполи, де жила його родина.
Загинув восени 1922 року, внаслідок проведення ЧК спецоперації з ліквідації українського національного визвольного руху в районі Холодного Яру.